# Olof Torén
Olof Torén est un naturaliste et pasteur luthérien suédois, né à Sätila (province de Västergötland) le 1er octobre 1718 et décédé à Näsinge (province de Bohuslän) le 17 août 1753.

## Biographie

### Jeunesse et études
Olof Torén, fils de Bengt Torén, chef de la gendarmerie du comté, et de Magdalena Olufsdotter Brandtberg est né le 1er octobre 1718 à Sätila. En 1720, la famille s'installe à Sämbs où Bengt a obtenu un nouveau poste. Recevant probablement d'abord une éducation à la maison, Olof Torén entre au gymnase de Göteborg le 5 février 1734. Il commence ensuite des études à l'Université d'Uppsala le 6 décembre 1737, se concentrant sur la théologie et les sciences naturelles. Torén est ordonné pasteur le 16 décembre 1747. Pendant ses dix ans d'études à Uppsala, il a probablement travaillé comme précepteur.

### Expéditions en Asie
Il participe comme aumônier de marine à deux expéditions de la Compagnie suédoise des Indes orientales, la première à destination de Canton à bord du navire Hoppet, du 26 janvier 1748 au 11 juillet 1749, et la seconde à destination de l'Inde et de la Chine, avec escales à Madère et à Ascension, à bord du navire Götha Lejon, du 25 février 1750 au 26 juillet 1752. Au cours de ce dernier voyage, Torén passe notamment cinq  mois à Surat et six mois dans la région de Canton.
Le deuxième voyage d'Olof Torén a été l'occasion d'une correspondance avec le naturaliste Carl von Linné après le retour de Torén en Suède alors qu'il était déjà malade. Les notes de Torén qui y figurent ont d'ailleurs fait l'objet d'une publication posthume en 1757, sous le titre En Ostindisk Resa til Suratte, China &c. från 1750 April 1. til 1752 Jun. 26.. Elles ont ensuite été traduites vers l'allemand en 1765, le français en 1771 et l'anglais en 1771.

## Hommages
Linné a dédié à Olof Torén le genre botanique Torenia L. de la famille des Scrophulariacées.